# Lena Swanberg
Lena Swanberg (* 28. August 1982) ist eine schwedische Jazzsängerin und Singer-Songwriterin.

## Leben und Wirken
Swanberg wuchs in Bollnäs auf. Mit sechs Jahren begann sie auf Initiative ihrer Eltern mit dem Geigenspiel. Später begann sie zu singen. Früh sang sie in Bigbands. Sie studierte an der Königlichen Musikhochschule Stockholm, wo sie 2008 ihren Abschluss machte.
2012 erschien Swanbergs Debütalbum The Art of Staying Young and Unhurt. Sie sang auf drei Bigband-Alben von Ann-Sofi Söderqvists ASJO. Söderqvist präsentierte sie zudem 2016 bei JazzBaltica als Teil der Jazzbaltica All Star Band. 2020 veröffentlichte sie mit Sing Me the News ihr zweites Album unter eigenem Namen. Weiterhin arbeitet sie im Duo Nice Price mit dem Bassisten Daniel Bingert, das brasilianische Musik mit eigenen portugiesischen Texten interpretiert; es entstand das Album Amor (2021). Gemeinsam mit dem Gitarristen und Komponisten Joel Sahlin hat sie zudem Lieder in traditioneller Singer-Songwriter-Besetzung (Gesang und Gitarre) präsentiert.